# Фонтана, Бальтазар
Бальтазар Фонтана (итал. Baldassare Fontana; 26 июня 1661[…], Кьяссо, Тичино — 6 октября 1733[…], Кьяссо, Тичино) — штукатурщик-лепщик происходивший из бейливика Мендризио (ныне южная часть кантона Тичино), действовавший в Малой Польше и Моравии. Автор многочисленных барочных интерьеров. При многих заказах работал вместе со своим братом Франческо и живописцем Паоло Пагани. Его творчество повлияло на многих художников, действовавших в Польше и Моравии, например на Филипа Саттлера.

## Биография

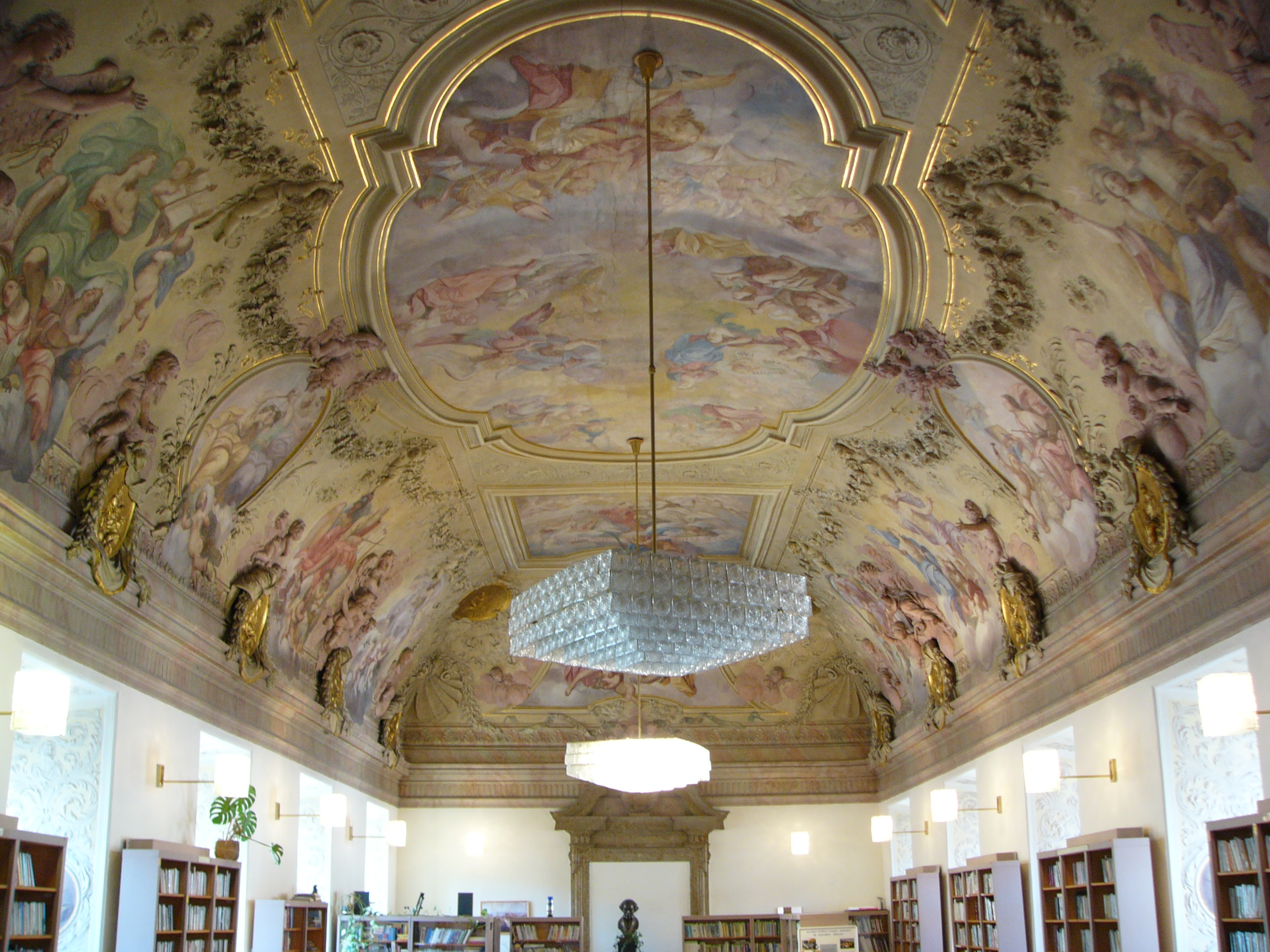
Градиский монастырь, убранство библиотеки

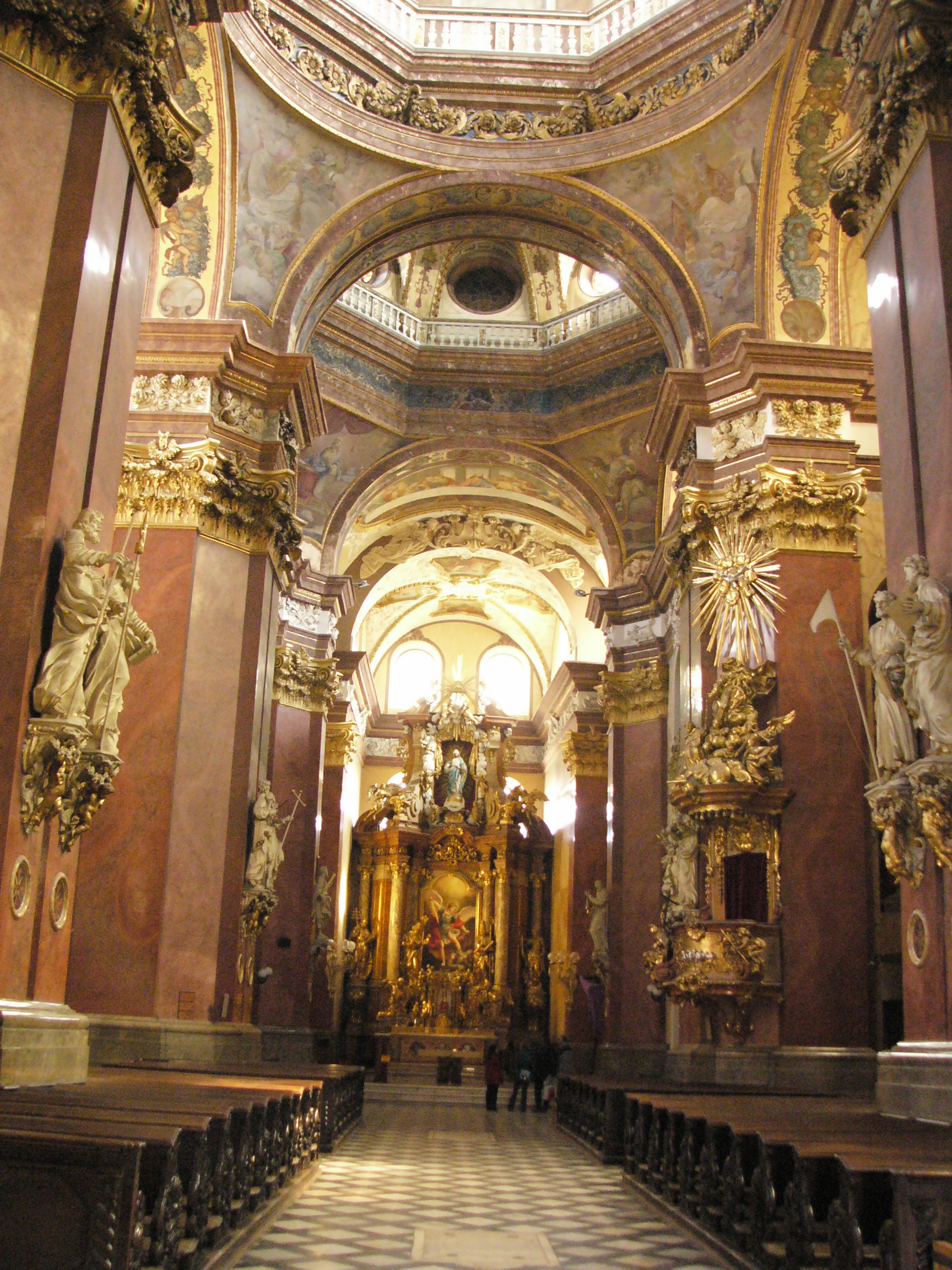
Убранство храма св. Михаила (Оломоуц)

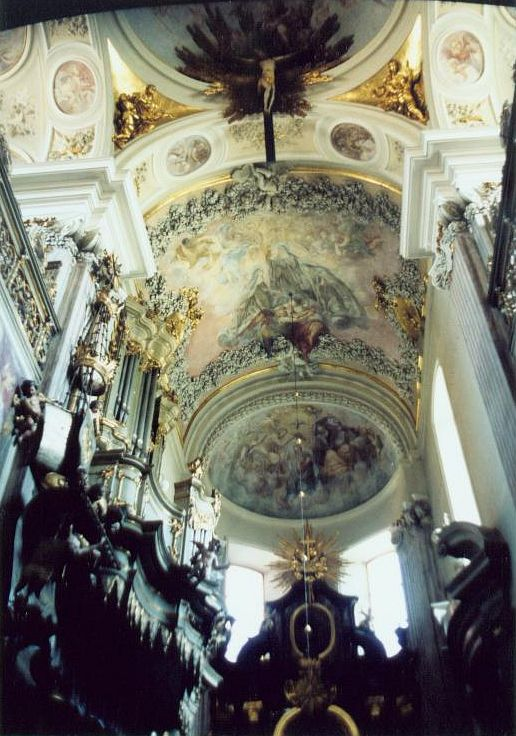
Убранство храма св. Андрея (Краков)

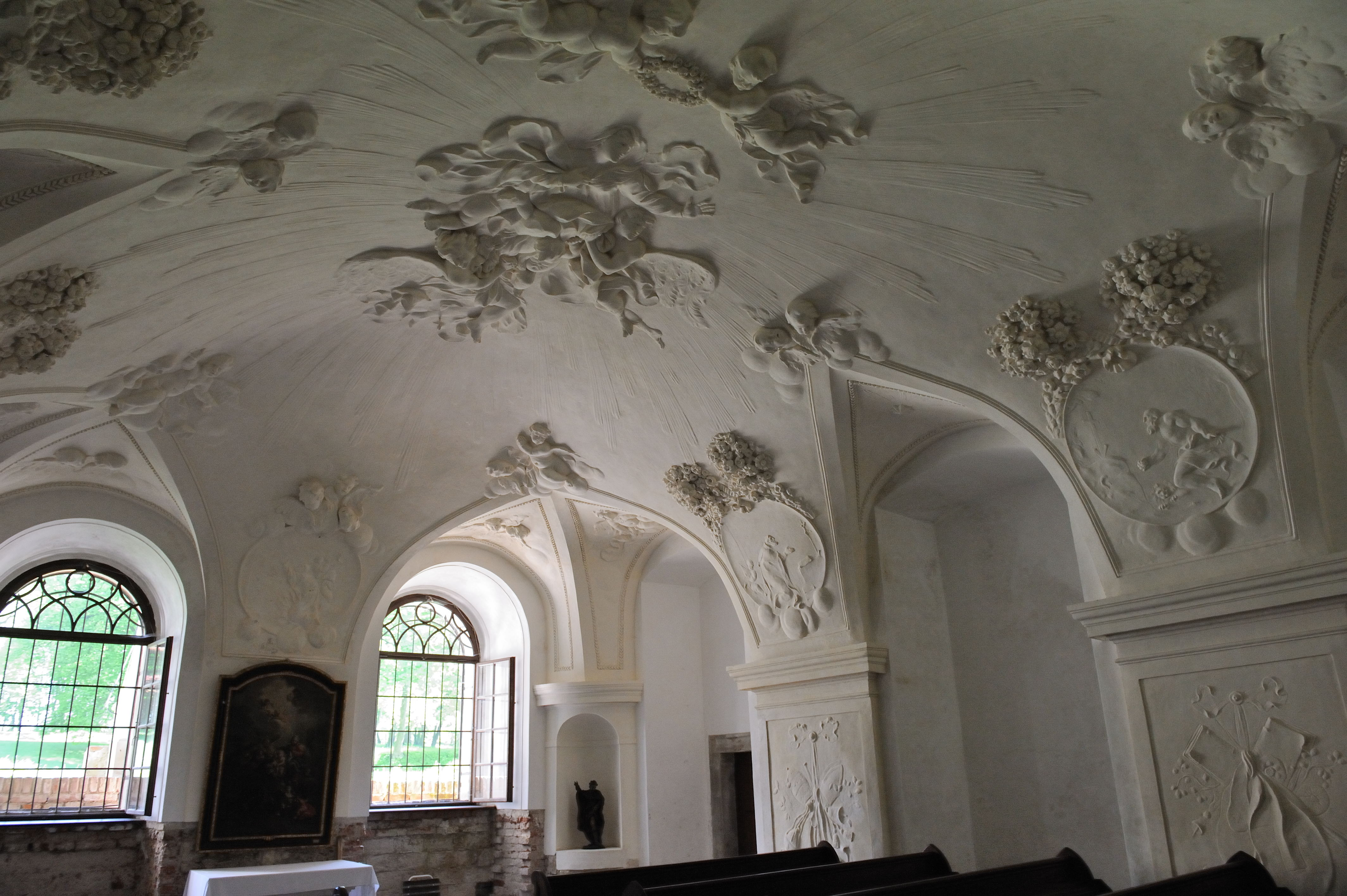
Угерчице (замок) — убранство капеллы

Бальтазар Фонтана происходил из аристократического рода, из которого выводились многие выдающиеся художники и архитекторы. В 1689 году женился на Марии Елизавете Джилардони (итал. Gilardoni), с которой имел три дочери (Франческа, Антония, Алфонса), а по мнению прежних исследователей, также и сына — Яна Михала Фонтану тоже штукатурщика-лепщика.
Первым известным произведением Фонатаны является убранство трёх интерьеров южного крыла замка Гогеншау (нем. Hohenaschau). Деятельность в Моравии Фонтана начал с заказов епископа Оломоуца Карла II Лихтенштейн-Кастелькорна (нем. Karl II von Liechtenstein-Kastelkorn), для которого выполнил украшения трёх палат замка в Кромержиже, завершены в 1688 году. Уже в это время Фонтана, скорее всего, вынужден был поручать выполнение части заказов своим сотрудникам, ибо в договоре на кромержижские украшения чётко указано, что работы должны были быть выполнены лично Фонтаной, с помощью одного только сотрудника — его брата Франческо. После того, известно что художник обычно работал в Моравии или Польше с весны до осени, зимой возвращаясь в родной край. Первое упоминание о работе в Польше датируется 1693 годом. Вместе с некоим Пакошем Требеллером (пол. Pakosz Trebeller) заключил он тогда договор на украшение капеллы рода Морштынов в Величке. В 1695 году Фонтана начал работы в храме Святой Анны в Кракове, которые, с перерывами, длились по 1703 год. К этому периоду можно отнести и другие, приписываемые ему произведения в Кракове и окрестностях.
Украшения в храме Святой Анны являются самым выдающимся делом Фонтаны. Они выполнены по концепции, и под руководством священника Себастяна Пискорског (пол. Sebastian Piskorski), предоставившего Фонтане проекты сочинены Ежим Шимоновичем — образованным в Риме живописцем связанным с двором Яна III Собеского. Таким образом Фонтана смог обогатить своё творчество многочисленными современными мотивами происходившими из римского искусства, которые позже часто употреблял в Моравии. Будучи сознателен значения своей работы в храме Святой Анны, Фонтана, около 1700 года создал фонд, из которого прибыль должна была передаваться на консервацию выполненных им в храме украшении.
Во время шведского вторжения Фонтана приостановил работу в храме св. Анны и переехал в Моравию где начал работы над украшениями библиотеки в градиском монастыре около Оломоуца. С 1722 по 1731 вёл работы в принадлежавшим монастырю храме на Святой горе, где дополнял убранство интерьера выполнено другими художниками в 1681—1692 годах. В 1724 году приступил к работе над своим последним великим произведением — украшением храма в Велеграде, которые завершил около 1730 года. В обоих этих санктуариях Фонтана был уже ответственным за целостность работ, руководив и работами художников других отрасли. Его ассистентом был, между прочими, венский скульптор и камнерез Иохан Гагенмиллэр (нем. Johann Hagenmüller) в случае смерти или болезни Фонтаны должен был принять руководство. В те годы Фонтана пользовавшийся хорошим здоровьем выполнил ещё много менее значительных убранств.
Художник скончался 6 октября 1733 в Кьяссо и похоронен в храме Святого Вита.

## Творчество
В скульптурах и рельефах видно выразительное влияние римского искусства круга Джованни Бернини. Однако неизвестно, столкнулся ли Фонтана с этим искусством непосредственно, так как никаких документальных записей по поводу его образования и раннего творчества не сохранилось. По всей видимости обучался он в Риме, где скорее всего пребывал около 1680 года. Предположительоно его попечителем являлся родственник Карло Фонтана, на творчество которого Бальтазар часто ссылался в своих произведениях.
Опираясь на опыте Бернини, Фонтана использовал естественный свет в своих сочинениях, как средство, так подчеркивающие градацию рельефа или дополняющие содержимое, как и влияющие на соединение в одну совокупность разных элементов пространства.
Его фигуры, согласно принципом барочной скульптуры, ориентированы на смотрящего их зрителя. На них нанесённые многие корректуры, так чтобы из чётко определённой точки зрения создать оптимальный вид для зрителя. В относительно немногих круглых скульптурах, Фонтана приспособлял свободно образованную драпировку к настроению, эмоциям отдельных персонажи. Она является главнейшим средством строения экспрессии, подчиняясь одновременно общей экспрессии фигуры.
Балтазар Фонтана был одним из немногих представителей трёхмерной живописи в центральной Европе (хоть не единственным в Польше) при чём одним из важнейших. Использовал живопись и скульптуру как равноправные и дополняющие друг друга средства в создании одной композиции.
Творчество Фонтаны имело большое значение для распространения берниниевского стремления в малопольской скулптуре, став образцом для многих позднейших художников.

## Работы

### Подтверждены работы
- Гогеншау, убранство трёх палат южного крыла замка вон Прэйсингов (нем. von Preysing), с сигнатурой «Baldisaro Fonta […] 1683 [или 1688 — последняя цифра видна только в половине]»
- Кромержиж, замок епископов — убранство трёх sale terrene замка оломоуцких епископов по заказу Карла Лихтенштейн-Кастелькорна (окончено в 1688 г.)
- Кромержиж, замок епископов, убранство девяти палат первого этажа, для того же заказчика (начало 1691 г.). Украшения уничтожены в пожаре 1752 года.
- Вишков, убранство капеллы святой Отилии в приходском храме, 1692, частично сохранена
- Градиский монастырь Премонстрантов — украшение лестничной клетки, 1692
- Величка, украшение капеллы рода Морштынов в приходском храме, сохранена частично
- Градиский монастырь Премонстрантов, убранство рефектория, вероятно 1694, не сохранена
- Шебетов[чеш.], украшение дворца
- Краков, храм святой Анны, убранство целого интерьера, в том числе капеллы и рака святого Яна из Кент, а также украшение фасада, 1695—1703
- Краков, украшение итальянской часовни в храме святого Франциска Ассизскиого, 1697—1699, сохранена фрагментарно
- Старый Сонч, убранство презвитерия храма Клариссинок
- Краков, храм Кармелитов под воззванием Благовещения Пресвятой Девы Марии[пол.], три фигуры на фасаде, 1700, сохранены частично
- Краков, храм святого Андрея (Кларисинки), убранство интерьера, 1700—1701
- Конице, замок[чеш.] аббата Норберта Желецкого[чеш.], украшение спальных, 1702—1703
- Градиский монастырь Премонстрантов, убранство библиотеки, 1702—1704
- Угерске-Градиште, украшение рефектория монастыря Францисканцев, около 1708 года
- Оломоуц, Храм Святого Михаила Архангела[чеш.], убранство интерьера, около 1710 года
- Святая Гора, убранство алтаря и две фигуры в Базилике Благовещения Пресвятой Девы Марии[чеш.], 1718
- Градиский монастырь, украшение монастырского храма, с 1718, не сохранена
- Святая Гора, дополнение украшения храма, 1722—1731
- Велеград, украшение храма Цистерцианцев, 1724—1730
- Оломоуц, украшение капитульного дома, 1725, не сохранена
- Брненске-Ивановице[чеш.], украшения в летнем дворцу велеградских аббатов, 1725—1726
- Градиский монастырь, украшение ризницы, 1726, не сохранена
- Градиский монастырь, украшение зимнего рефектария, 1727, совместно с Антонио Рикка (итал. Antonio Ricca) не сохранена
- Штернберк, монастырь Регулярных Каноников[пол.], убранство рефектария и помещения в здании прихода, 1727—1728, частично сохранена

### Приписываемые работы
- Краков, несуществующий храм св. Михаила[пол.] (Ордена босых кармелитов), рельеф Благовещение в презвитерию (сохранена фрагментарно), предположительно также и другие, не сохранившиеся элементы убранства интерьера
- Краков, часовня св. Яцека при храме Доминиканцев, надгробие св. Яцека и украшение купола
- Лудвинов (Краков), рельеф Бог Отец в апсиде
- Краков, Дворец под Криштофоры[пол.], украшение
- Краков, Дом Гиполитов[пол.], палата Кабинет, стукко
- Краков, Дом под грушей[пол.], стукко
- замок[чеш.] в Угерчице[чеш.], убранство интерьера, возможно около 1705 года
- Бухловице[чеш.] украшение нескольких помещении в замке[чеш.] Пэтжвалдов[чеш.]
- Вжешовице (чеш. Vřesovice) дворец аббата Норберта Желецкого, украшение одного из помещении
- Оломоуц, украшение капеллы св. Антония при храме[чеш.] Бернардинцев, 1708
- Оломоуц, Собор Святого Вацлава, украшение портала капеллы Марии, 1710
- Подградни Льгота[чеш.], приходский храм, убранство алтарей и кафедры

### Работы приписываемые неверно
Мариуш Карпович, исходя из предпосылки, что Фонтана был универсальным архитектором, скульптором и рисовальщиком, приписал ему проекты многочисленных как камнерезных (эпитафии Яну Морштыну в храме реформатов в Кракове и Яна Ежия Гоффманна в храме в Коницах) так и в резных (обрамления нескольких портретов епископов в монастыре Францисканцев в Кракове) изделий, и даже кровельщицких (шлемы храма св. Анны и высшая башня собора). Также он считал что Фонтана участвовал в проектированию архитектуры храма св. Анны. Однако эти атрибуции не были убедительно подкреплены, а некоторые из упомянутых изделии выполнены во время когда художник побывал в других странах или даже после его смерти, поэтому все эти атрибуции надо отвергнуть. Неосновательными являются тоже попытки приписывания Фонтане авторства дел в его родном крае, или украшении в окрестностях Гогеншау.